# Frank Ramsey
Frank Plumpton Ramsey (22. února 1903 – 19. ledna 1930) byl britský matematik, který se během svého krátkého života věnoval rovněž analytické filozofii a ekonomické teorii. Byl blízkým přítelem filozofa Ludwiga Wittgensteina, jehož Tractatus Logico-Philosophicus přeložil do angličtiny.

## Život
Vystudoval matematiku na Trinity College v Cambridge. Již na studiích začal trpět depresemi. Pomoc hledal v psychoanalýze, při psaní své dizertace proto odjel do Vídně, aby ho analyzoval Theodor Reik. Zde se také setkal s Wittgensteinem, který ho ohromil a přivedl k zájmu o filozofii. Roku 1924 se vrátil do Británie a začal vyučovat na King's College v Cambridge. Roku 1926 přesvědčil Wittgensteina, aby se na Cambridge vrátil (jeho studia přerušila první světová válka). Trpěl však vleklými problémy s játry, roku 1930 onemocněl žloutenkou a po nepovedené operaci zemřel v 26 letech.
Jeho mladší bratr Michael Ramsey byl arcibiskupem canterburským (nejvyšším představitelem anglikánské církve) v letech 1961-1974, on sám byl ateistou.

## Dílo
Ve filozofické části jeho díla patří k nejvlivnějším tzv. redundační teorie pravdy, která říká, že pravda je ve filozofii nadbytečný (redundantní) pojem, jakási perifráze, "lingvistický zmatek".
Z matematické části jeho díla je dnes nejznámější tzv. Ramseyův theorém, spadající do oblasti kombinatoriky. Stojí na něm celá jedna její větev někdy nazývaná též "Ramsey theory" - zkoumá, kolik musí být v jakémkoli systému funkčních prvků, aby se celý systém nezhroutil.
Ramsey přispěl i k rozvoji ekonomie, ponoukán svým nadřízeným v Cambridge a přítelem Johnem Maynardem Keynesem. Zabýval se problémem optimálního růstu (Ramsey–Cass–Koopmansův model), optimálního zdanění či optimálního nastavení ceny při monopolu na trhu (tzv. Ramseyův problém či "Ramsey–Boiteux pricing").

### Matematika
- The Foundations of Mathematics (1925)
- On a problem of formal logic (1930)

### Ekonomie
- A contribution to the theory of taxation
- A mathematical theory of saving

### Filozofie
- Universals (1925)
- Facts and propositions (1927)
- Universals of law and of fact (1928)
- Knowledge (1929)
- Theories (1929)
- General propositions and causality (1929)